# يانوسية بارزة
يانوسية بارزة (الاسم العلمي: Janolus praeclarus) هي نوع من الحيوانات تتبع جنس اليانوسية من فصيلة ظهريات الشرج.